# Granites de Toronto

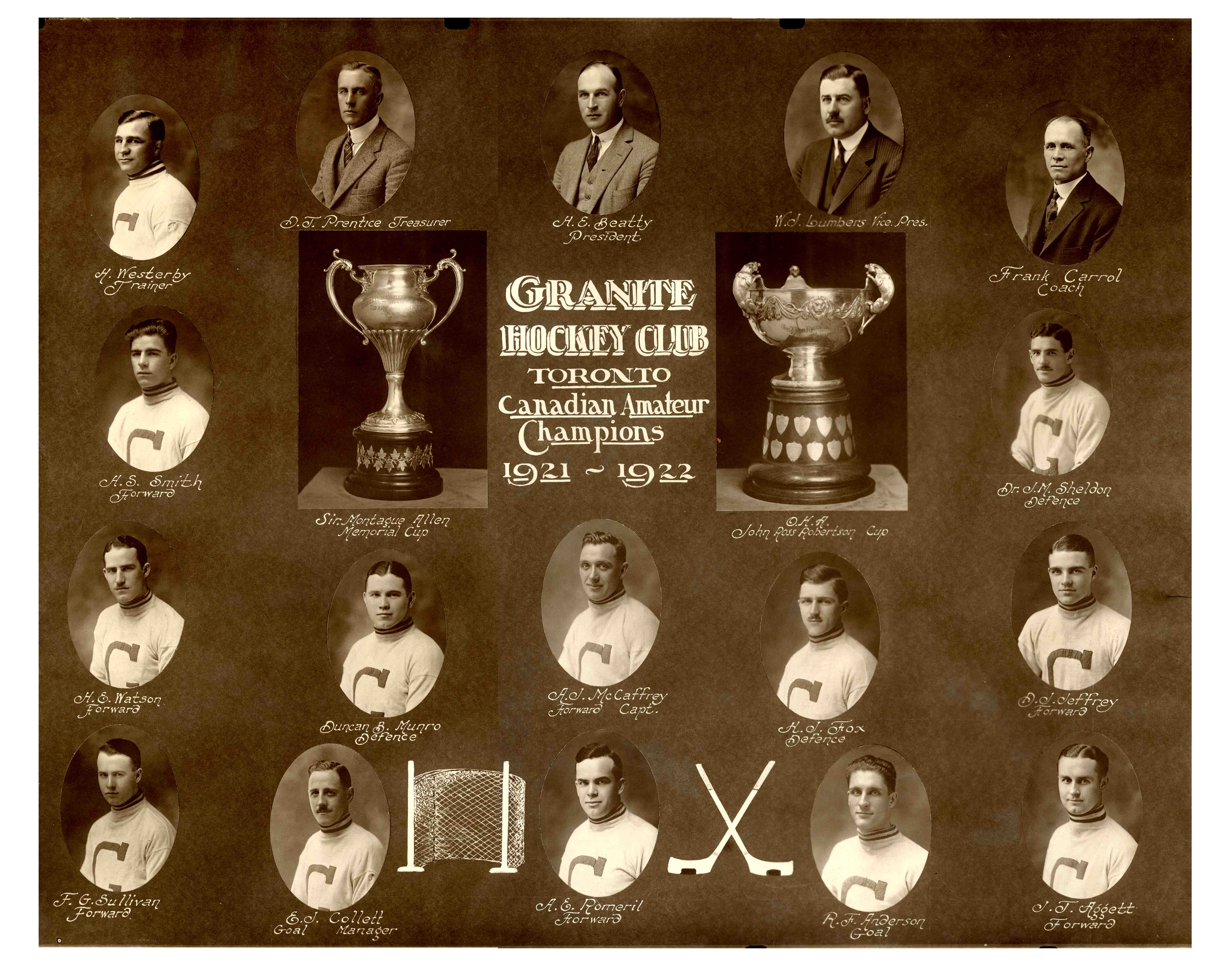
L'équipe des Granites de Toronto en 1921-1922 avec les coupes gagnées cette année-là.

L'équipe des Granites de Toronto est une ancienne équipe amateur de hockey sur glace basée à Toronto dans la province de l'Ontario, au Canada. 
Les Granites remportent la Coupe Allan de la meilleure équipe amateur du Canada à deux reprises, en 1922 et 1923. Ils gagnent ainsi le droit de participer aux Jeux olympiques d'hiver de 1924 comme représentants du Canada. Les Granites remportent le premier titre de champion olympique d'hiver de hockey sur glace, le deuxième titre olympique après les Falcons de Winnipeg en 1920.

## Historique

### Les Coupes Allan
Les Granites remportent le titre de champion amateur du Canada et la Coupe Allan avec en 1921-1922 et 1922-1923. Quatre ans plus tôt, les dirigeants du hockey au Canada décident de prendre comme représentant pour les Jeux olympiques d'été de 1920 les champions de la Coupe Allan, les Falcons de Winnipeg ; ils décident pour les Jeux olympiques d'hiver de 1924 d'envoyer les Granites de Toronto.

### Les Jeux olympiques de 1924
La patinoire de la ville de Chamonix en France, le Stade Olympique, est construite spécialement pour les Jeux olympiques et coûte 800 000 francs ; bénéficiant des dernières avancées technologiques, elle s'affiche comme la plus grande patinoire artificielle du monde. Multi-usages, elle peut aussi bien accueillir les matches de hockey, les courses de patinage de vitesse et même le ski-joering dans un anneau ceinturant la patinoire principale. Les spectateurs disposent de cinq tribunes. La plus luxueuse, le pavillon, peut accueillir 400 personnes, tandis que la grande tribune couverte à une capacité de 1000 places. 
Les Granites sont affectés à la poule A avec la Tchécoslovaquie, la Suède et enfin la Suisse. Le premier match des joueurs de Toronto est joué le 28 janvier contre l'équipe de Tchécoslovaquie ; Harry Watson remporte l'engagement de la première des trois périodes, avance dans la zone défensive des adversaires du soir et réalise une passe décisive pour le premier but de la soirée inscrit par Albert McCaffery. Finalement, vingt-neuf autres buts suivent pour les joueurs du Canada alors que le gardien de l'équipe réalise un blanchissage pour la victoire 30-0. Les Granites remportent également les deuxième et troisième match de la poule sur les scores de 20-0 et 33-0 contre la Suède puis la Suisse ; lors de la rencontre contre la Suisse, Watson inscrit quatorze buts à lui tout seul.
Un tour final est joué entre les deux meilleures équipes de chaque poule : le Canada et la Suède d'un côté et les États-Unis et la Grande-Bretagne de l'autre. Les joueurs du Canada jouent contre la Grande-Bretagne le 1er février, s'imposent sur le score de 19-2 et retrouvent en finale les Américains. Watson reçoit un coup dès le début de la finale et doit quitter la glace quelques minutes ; quand il revient au jeu, il inscrit le premier but de son équipe. Alphonse Lacroix, le gardien de but américain, fait tout ce qu'il peut pour arrêter les lancers canadiens mais cède une deuxième fois contre Watson. Finalement, les Canadiens s'imposent sur le score de 6-1 avec un troisième but inscrit par Watson, son trente-septième but de la compétition, alors que le seul but des États-Unis est inscrit par Herbert Drury.
Finalement, Watson est donc le meilleur buteur de la compétition devant McCaffery qui compte dix-neuf buts, Smith dix-sept et enfin Munro dix-huit. L'effectif remportant le titre de champion olympique est entraîné par Frank Rankin et compte dans ses rangs les joueurs suivants :
- Jack Cameron
- Ernest Collett
- Albert McCaffery
- Harold McMunn
- Duncan Munro
- Beattie Ramsay
- Cyril Slater
- Reginald Smith
- Harry Watson

En 2001, Hockey Canada décide de mettre en place un maillot spécial pour les Jeux olympiques d'hiver de 2002, maillot qui doit commémorer les premiers champions olympiques du Canada ; cependant, au lieu de mettre en avant les Falcons de Winnipeg, le maillot porte le logo des Granites de Toronto.